# The Moldy Peaches
The Moldy Peaches је амерички рок бенд из Њујорка, који су основали Адам Грин и Кимија Доусон. Бенд је снимио пјесму „Anyone Else but You“ за потребе филма Џуно.